# Compsothrips tristis
Compsothrips tristis är en insektsart som först beskrevs av Cott 1956.  Compsothrips tristis ingår i släktet Compsothrips och familjen rörtripsar. Inga underarter finns listade i Catalogue of Life.